# SN 1985A
SN 1985A – supernowa typu Ia odkryta 15 stycznia 1985 roku w galaktyce NGC 2748. Jej maksymalna jasność wynosiła 13,90m.